# Teatro Surdo Canadiano
O Teatro Surdo Canadiano foi fundado em 1989 por Lewis Hartland (nascido em 16 de Junho de 1955), um ex-membro do Teatro Canadiano dos Surdos. Está actualmente sediado em Cranbrook.A noite de estreia abriu com Varieties, a primeira produção da companhia, dia 10 de Janeiro de 1990. As primeiras realizações estrearam Hartland e a actriz ouvinte, Toni Miller, que foi posteriormente substituída pela esposa surda de Hartland, Constança Alice (nascida Harrison). Teatro Surdo Canadiano é actualmente a única companhia teatral profissional anglófona surda. A sua filosofia é "A crença no interesse e na inerente e natural capacidade da população surda de representar e divertir num nível profissional sério e oferecer algo diferente do meio teatral ouvinte/falante".

## Actuação
Apresentado em mímica, mímica sinalizada, pantomima, palhaços teatrais Língua Gestual Americana, poesia gestual e pantomima com máscaras, os espectáculos do teatro são projectados tanto para audiências de surdos como de ouvintes. A empresa também oferece workshops para crianças e adultos, em tópicos tais como ajudas técnicas teatrais, contar histórias, teatro criativo, dinâmica da comunicação e da mímica. Os ateliers para crianças surdas destinam-se a "reforçar o poder de percepção do aluno, encorajar os seus talentos e habilidades, expressar-se criativamente, e aumentar a sua satisfação quanto ao teatro."
Inglês